# Lubomír Hora
Lubomír Hora (* 1946, Brno - 2012, Mnichov) je vystudovaný chemik, sklář a designér, žijící od roku 1968 v Německu.

## Život a dílo
Lubomír Hora v letech 1961-1965 vystudoval jadernou chemii na Českém vysokém učení technickém v Praze a v letech 1965-1968 chemii na Technické univerzitě v Bratislavě. Kromě semináře o tvarování skla nad kahanem neměl jinou zkušenost v práci se sklem. Po sovětské okupaci roku 1968 emigroval do Německa a usadil se v Mnichově, kde si zřídil sklářský ateliér. Lubomír Hora nikdy neztratil kontakt s českým sklářstvím. Jeho mladší bratr Petr Hora byl vedoucím mistrem sklářské huti ve Škrdlovicích a má tam i vlastní studio.
Roku 1976 navázal kontakty s prof. L. Gangkofnerem na Akademii výtvarných umění v Mnichově. V letech 1977-1999 byl externím spolupracovníkem Německého muzea v Mnichově jako umělecký řemeslník-foukač skla.
Na počátku své sklářské tvorby používal borosilikátové sklo Duran, které formoval nad kahanem. Jako vystudovaný chemik byl dobře obeznámen s oxidy kovů používanými při barvení skla. Od roku 1980 začal používat i horké sklo tavené v peci a roku 1983 si v Mnichově založil Studio Ofen s vlastní sklářskou pecí. Věnuje se také studeným technikám pískování, rytí, leptání a malování na skle. Inspiraci nachází v denním životě a svou tvorbou reaguje na tlaky, jimž je člověk vystaven, a na konflikty spojené s lidskou existencí. V jeho studiu se učil sklářským technikám také John Ditchfield.
Vystavoval na skupinových výstavách od roku 1977. Lubomír Hora zemřel náhle a nečekaně v roce 2012.